# Arroyo Grande (Kalifornia)
Arroyo Grande – miasto w Stanach Zjednoczonych, w stanie Kalifornia, w hrabstwie San Luis Obispo.